# Блай, Джон, 1-й граф Дарнли
Джон Блай, 1-й граф Дарнли (англ. John Bligh, 1st Earl of Darnley; 28 декабря 1687 — 12 сентября 1728) — ирландский пэр и политик.

## Ранняя жизнь
Родился 28 декабря 1687 года. Старший сын Томаса Блая из Плимута (1654—1710), комиссара таможни и акцизных сборов, и Элизабет Блай (урожденной Нейпер). Его отец был отправлен в Ирландию в поисках конфискованных поместий и назначен членом Тайного совета Ирландии.
Его дедом по отцовской линии был Уильям Блай, преуспевающий торговец из Плимута, а дедом по материнской линии был полковник Джеймс Нейпер из Лакрю. Он происходил из известной семьи в графстве Девон через боковую линию, которая обосновалась в графстве Мит, Ирландия.

## Карьера
Джон Блай заседал в Ирландской палате общин от Трима (1709—1713) и Атбоя (1713—1721).
14 сентября 1721 года он был возведен в звание пэра Ирландии как барон Клифтон из Ратмора в графстве Мит . 7 марта 1723 года ему был пожалован титул виконта Дарнли из Атбоя в графстве Мит (Пэрство Ирландии) . 29 июня 1725 года для него создали титул графа Дарнли в графстве Мит (Пэрство Ирландии).

## Личная жизнь
24 августа 1713 года Вестминстерском аббатстве, Вестминстер, Лондон, Джон Блай женился на леди Теодосии Хайд (9 ноября 1695 — 30 июля 1722), 10-й баронессе Клифтон из Лейтона Бромсуолда (1695—1722), дочери Эдварда Хайда, виконта Корнбери, 3-го графа Кларендона, и Кэтрин О’Брайен из Кобэм-холла, суо-юре баронессы Клифтон Лейтон Бромсуолд. У супругов было семеро сыновей, пятеро из которых дожили до совершеннолетия:
- Леди Энн Блай (1718 — 7 февраля 1789)[9], в 1742 году она вышла замуж за Роберта Хокинса-Мэгилла из Гилл-Холла. После его смерти в 1745 году она вышла вторично замуж за Бернарда Уорда, 1-го виконта Бангора, в 1747 году[2].
- Леди Теодосия Блай (1710 — 20 мая 1777), в 1745 году она вышла замуж в качестве своей первой жены за Уильяма Кросби, 1-го графа Гландора[англ.][2].
- Леди Мэри Блай (род. 1711), умершая в младенчестве[2].
- Достопочтенный Джордж Блай (род. 31 октября 1714), умерший в младенчестве[2].
- Эдвард Блай, 2-й граф Дарнли (9 ноября 1715 — 22 июля 1747), умерший холостым в 1747 году в возрасте 31 года[2].
- Леди Мэри Блай (1716 — 4 марта 1791), в 1736 году она вышла замуж за члена парламента Уильяма Тайга из Розанны, графство Уиклоу[2].
- Джон Блай, 3-й граф Дарнли (28 сентября 1719 — 31 июля 1781), который также представлял Атбой в ирландской Палате общин и Мейдстон в британской Палате общин. В 1766 году он женился на Мэри Стойт, дочери Джона Стойта и Мэри (урожденной Говард) Стойт (сестра Ральфа Ховарда, 1-го виконта Уиклоу[англ.], и дочери преподобного Роберта Говарда, епископа Эльфина[2].

Лорд Дарнли скончался в 1728 году в Эпсоме, графство Суррей, Англия. Он был похоронен 25 сентября 1728 года вместе со своей женой в Вестминстерском аббатстве. После его смерти ему наследовал его старший выживший сын, 2-й граф Дарнли. Он уже сменил свою мать в 1722 году на посту 11-го барона Клифтона из Лейтона-Бромсуолда в звании пэра Англии . Второй граф служил лордом спальни Фредерику, принцу Уэльскому, но умер неженатым в 1747 году в возрасте 31 года. Ему наследовал его младший брат, 3-й граф Дарнли. После его смерти титулы перешли к его старшему сыну, 4-му графу Дарнли.